# Capability Maturity Model
Pour les articles homonymes, voir CMM.
Le Capability Maturity Model (CMM) (en français : modèle d'évolution des capacités) est une approche interdisciplinaire d'ingénierie des systèmes couvrant les compétences et processus techniques et managériaux. Il vise à rendre prévisibles les délais, coûts et qualité des projets, à l'origine des projets de développement logiciel.

## Historique
Le CMM a été créé à la demande du département de la Défense des États-Unis par Watts Humphrey, du Software Engineering Institute de l'Université Carnegie-Mellon. Progressivement étendu à des domaines autres que le développement logiciel, le CMM a connu plusieurs déclinaisons, finalement intégrées en 2001 sous le nom de Capability Maturity Model Integration (CMMi).

## Niveaux de maturité
Le modèle postule que les équipes d'ingénierie vont gagner en compétences selon 5 niveaux de difficulté croissante : 
1. initial : la gestion du projet est peu formalisée, réactive et dépend fortement des individus ;
2. reproductible : on est en capacité d'élaborer des plans et d'en assurer le suivi ;
3. défini : le processus de construction des plans est bien compris et maîtrisé ;
4. géré (ou encadré) : les performances du processus de développement deviennent mesurables et prévisibles ;
5. optimisant (optimizing) : le processus entre dans une boucle d'amélioration continue.